# IC 2296
IC 2296 је појединачна звијезда у сазвјежђу Рак која се налази на листи објеката дубоког неба у Индекс каталогу.
Деклинација објекта је + 18° 53' 55" а ректасцензија 8h 19m 28,5s.